# Hester Street
Hester Street és una pel·lícula estatunidenca dirigida per Joan Micklin Silver, estrenada el 1975.

## Argument
El 1896, Yankel Bogovnik, un jueu rus, emigrat als Estats Units tres anys abans, s'ha instal·lat a Hester Street en el barri del Lower East Side de Nova York. Assimilat a la vida americana, ha aprés l'anglès, ha anglicitzat el seu nom (es fa dir Jake) i  fins i tot s'ha afaitat la seva barba. Treballa com a modista per 12 dòlars la setmana. Aquest salari, l'estalvia per fer venir la seva dona i el seu fill a Amèrica. Mentrestant, s'enamora d'una ballarina anomenada Mamie Fein.
Bogovnik és tanmateix feliç quan s'entera que la seva dona i el seu fill han trobat la manera de fer el viatge des de Rússia fins a Nova York. La seva felicitat  tanmateix es refreda quan comprova que la seva dona Gitl no és del tot americanitzada i que no s'assembla en res a Mamie. El seu matrimoni pot sobreviure en aquestes condicions?

## Repartiment
- Carol Kane: Gitl
- Steven Keats: Jake
- Mel Howard: Bernstein
- Doris Roberts: Mrs. Kavarsky
- Lin Shaye: Prostituta

## Premis i nominacions
- 1976 : Carol Kane nominada per l'Oscar a la millor actriu
- 2011 : Pel·lícula inscrita al National Film Registry

- 1976 : Carol Kane nominada per l'Oscar a la millor actriu
- 2011 : Pel·lícula inscrita al National Film Registry